# Hypenodes obscura
Hypenodes obscura là một loài bướm đêm trong họ Erebidae.